# أرت غيلكي
أرت غيلكي (بالإنجليزية: Art Gilkey)‏ هو متسلق جبال وجيولوجي أمريكي، ولد في 25 سبتمبر 1926 في كولورادو في الولايات المتحدة، وتوفي في 1953 في جبل كي 2 في الصين بسبب انصمام رئوي.